# Veldhuizen (gemeente)
De gemeente Veldhuizen is een voormalige gemeente in de provincie Utrecht.
De Leidse Rijn vormde de noordgrens van deze gemeente. De Achtkantemolenvliet en de Lange Vliet vormden de oostgrens. De omringende gemeenten waren Vleuten in het noorden, Oudenrijn in het oosten, Jutphaas en Linschoten in het zuiden en Harmelen in het westen.
De voorganger van de vroegere gemeente Veldhuizen was het gerecht van Veldhuizen, Rosweide en Reijerscop-Lichtenberg. Dit waren oorspronkelijk drie afzonderlijke gerechten, maar in de loop van de tijd werden ze steeds meer als één gerecht bestuurd. Reijerscop-Lichtenberg was een van de vier gerechten in de polder Reijerscop. Deze vier gerechten bestonden echter niet uit aaneengesloten gebieden maar uit een serie afzonderlijke percelen. 
Na 1795 vond er een serie veranderingen plaats, die eindigde op 1 januari 1812 toen het gebied bij de gemeente Harmelen werd gevoegd. Op 1 januari 1818 werd weer een zelfstandige gemeente Veldhuizen gevormd. Ook werd er een gemeente Indijk gevormd. De chaotische verdeling van de polder Reijerscop werd uiteraard niet meer hersteld. De polder werd zodanig verdeeld, dat het gebied te oosten van de Achtermolenvliet bij Veldhuizen werd gevoegd en het gebied ten westen van de vliet bij Indijk. De gemeente Indijk werd weer bij de provincie Holland gevoegd, zodat de Achtermolenvliet tevens provinciegrens werd. Deze indeling was van korte duur. De gemeente Indijk werd op 1 januari 1821 weer bij de provincie Utrecht gevoegd, waarna hij op 13 januari werd opgeheven en bij Harmelen gevoegd.  

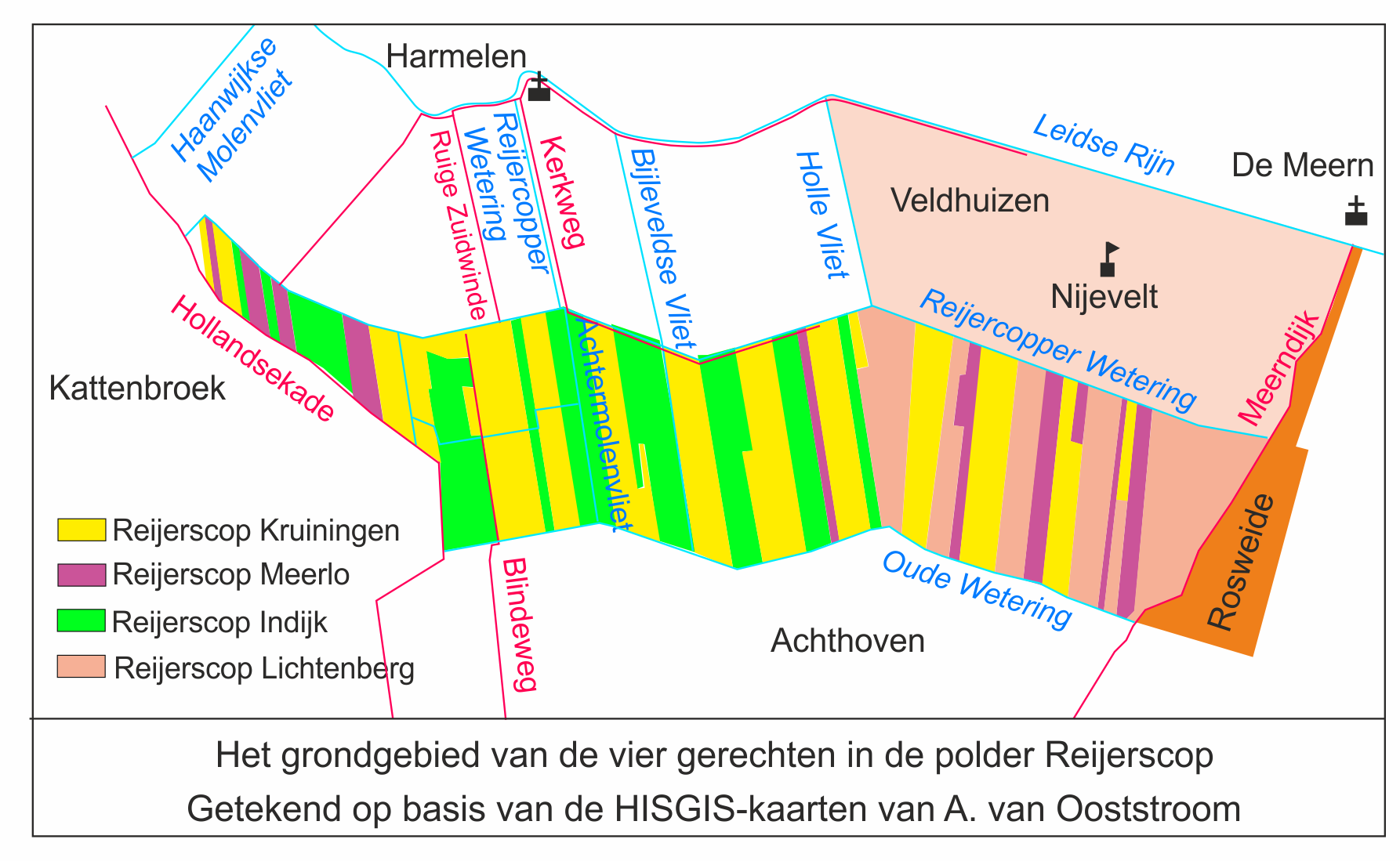

Tot na de Tweede Wereldoorlog waren er slechts drie wegen in deze gemeente, te weten de Rijksstraatweg langs de Leidse Rijn, de Meerndijk en de Reijerscopse Buurtweg. Qua bevolking lag het zwaartepunt in het dorp De Meern in de noordoosthoek van deze voormalige gemeente. In de polders buiten het dorp werd het beeld bepaald door melkveehouderijen. In De Meern en in het bijzonder aan de Meerndijk werden vanaf de jaren 1930 tientallen woningen gebouwd voor personen werkzaam buiten de agrarische sector. Ook kwamen er in die periode enkele kleine industriële bedrijven.
Omdat de gemeente klein was, 'woonde' deze 'in' in het gemeentehuis van Harmelen. De burgemeester van Harmelen was meestal ook burgemeester van Veldhuizen. Het gerecht Veldhuizen heeft eeuwenlang vergaderd in het café Het Wapen van Gouda bij de Meernbrug in De Meern. Vanaf 1818, het jaar waarin de gemeente Veldhuizen ontstond, werden de vergaderingen van de gemeenteraad eveneens in dit café gehouden.
Op 1 januari 1954 vond rondom de stad Utrecht een gemeentelijke herindeling plaats, waarbij de gemeente Veldhuizen werd opgeheven. Hiervan werd het grootste deel met de gemeenten Vleuten, Haarzuilens en het deel van Oudenrijn ten westen van de A2 samengevoegd tot de nieuwe gemeente, Vleuten-De Meern. Het overige deel, te weten de vroegere gerechten Reijerscop-Kreuningen en Reijerscop-Mierlo, werd bij de gemeente Harmelen gevoegd.